# Laurence Haegi
Laurence Arnold Robert Haegi  ( n. 1952) es un botánico australiano. Es consultor honorario del Centro de Venenos principales para Australia del Sur.
Ha trabajado extensamente en la familia Solanaceae; y también en la especialidad de la citotaxonomía.

## Algunas publicaciones
- david e. Symon, laurence a.r. Haegi. 1991. Datura (Solanaceae) is a New World Genus. En Solanaceae III: Taxonomy, Chemistry, Evolution, editó JG Hawkes, RN Lester. M. Nee. & N. Estrada, pp. 197-210. Surrey

- ronald Southcott, laurence a.r. Haegi. 1992. Medical Journal of Australia, v. 156, Nº. 9, 4 de mayo 1992: 623-624627-629631-632

### Libros
- laurence a.r. Haegi. 1983. Systematic and evolutionary studies in the Australian Solanaceae. Editor Flinders University of S. Aust. 1.136 pp.

- ------------------------------, douglas howard Benson. 1981. Sclerophylls, sandstone and scenic splendour: a wilderness walk in Wollemi National Park, New South Wales, field excursions 18/4 18/5. Volúmenes 14-18 de Field trip. Editor The Congress, 38 pp.

## Honores
- La abreviatura «Haegi» se emplea para indicar a Laurence Haegi como autoridad en la descripción y clasificación científica de los vegetales.[2]